# Antonio Álvarez (futbolista)
Antonio Álvarez (Montevideo, Uruguay) es un exfutbolista uruguayo, jugaba de delantero.

## Trayectoria
El 5 de octubre de 1941 Racing inauguró su estadio con un partido por el campeonato uruguayo, igualando 1:1 con el club Bella Vista, para Racing anotó Álvarez a los 20 minutos de juego.
En 1942 arribó a Peñarol, donde consiguió el campeonato en 1944.
En 1945 emigra al fútbol de Chile, al club Universidad de Chile, su primer gol con la camiseta de la «U» lo anotó en el triunfo 3:1 sobre Everton de Viña del Mar en condición de visita por la tercera fecha del torneo. Se convierte en el segundo goleador del equipo (tras su compatriota Ubaldo Cruche) al marcar 10 goles en 20 partidos, finalizando con la «U» en la tercera posición en las temporadas de 1945 y 1946.
En 1947 llega al Sucre FBC a pedido del técnico inglés Randolph Galloway, que también lo acompañó en su regreso a Peñarol, club donde se retiró.

## Selección nacional
Fue internacional con la selección de fútbol de Uruguay, disputando los Campeonatos Sudamericanos de 1941 y 1942

### Participación en Campeonatos Sudamericanos
| Copa                         | Sede    | Resultado  |
| ---------------------------- | ------- | ---------- |
| Campeonato Sudamericano 1941 | Chile   | Subcampeón |
| Campeonato Sudamericano 1942 | Uruguay | Campeón    |

## Estadísticas

### Clubes
| Club                 | País    | Año         |
| -------------------- | ------- | ----------- |
| Racing               | Uruguay | 1941 - 1942 |
| Peñarol              | Uruguay | 1942 - 1944 |
| Universidad de Chile | Chile   | 1945 - 1946 |
| Sucre FBC            | Perú    | 1947        |
| Peñarol              | Uruguay | 1948        |

## Palmarés

### Títulos nacionales
| Título           | Club    | País    | Año  |
| ---------------- | ------- | ------- | ---- |
| Primera División | Peñarol | Uruguay | 1944 |